# Tarcaniotes
Els Tarcaniotes (grec medieval: Ταρχανειώτης, Tarkhaniotis) foren una família aristocràtica romana d'Orient d'Adrianòpolis activa entre finals del segle x i el segle xiv, principalment com a comandants militars. A partir del segle xv, alguns membres foren actius a Itàlia, mentre que una branca de la família emigrà a Rússia, on el seu nom fou russificat en Trakhaniot (Траханиот). Se'n té constància fins al segle xvii.
No es coneix l'origen de la família. S'ha suggerit que el seu nom deriva del poble de Tarkhànion (Tràcia), però també s'han proposat altres alternatives, com ara una derivació del mot mongol targan ('ferrer'), suggerida per Gyula Moravcsik, o l'origen georgià que els atribueix C. Cahen. No es pot demostrar cap hipòtesi de manera concloent.
La família apareix a les fonts per primera vegada amb Gregori Tarcaniota, catepà d'Itàlia entre el 998 i el 1006. Altres membres de la família ocuparen alts càrrecs militars durant el segle xi. En el conflicte entre l'aristocràcia militar anatòlics i la burocràcia civil de Constantinoble, els Tarcaniota sostingueren aquesta última. A conseqüència d'això, perderen la confiança dels Comnens després del 1081 i entraren en decadència al segle xii. Recuperaren la seva posició a l'Imperi de Nicea, en el qual Nicèfor Tarcaniota fou gran domèstic (comandant en cap de l'exèrcit) durant molt de temps. Establiren vincles per matrimoni amb la dinastia Paleòleg.

## Membres destacables
- Gregori Tarcaniota, primer catepà d'Itàlia entre el 998 i el 1006.
- Basili Tarcaniota, estratelat d'Occident cap al 1057.
- Josep Tarcaniota (mort el 1074), general que tingué un paper dubtós en la batalla de Mantziciert (posteriorment dux d'Antioquia)
- Catacaló Tarcaniota, fill de l'anterior, dux d'Antioquia, catepà d'Adrianòpolis i senador romà d'Orient
- Joan Tarcaniota, primer de la comunitat monàstica del Mont Atos a principis del segle xii
- Nicèfor Tarcaniota (mort abans del 1266), gran domèstic de l'Imperi de Nicea, casat amb Maria, germana de Miquel VIII Paleòleg (r. 1259–1282)
  - Andrònic Tarcaniota, fill de Nicèfor, gran conestable
  - Joan Tarcaniota, fill de Nicèfor, líder dels arsenites i general
  - Miquel Tarcaniota (mort el 1284), fill de Nicèfor, gran domèstic des del 1278 fins a la seva mort, derrotà els angevins a Belegrada
- Miquel Ducas Glabes Tarcaniota (ca. 1235 – després del 1304), protoestrator i un dels generals romans d'Orient més distingits de finals del segle xiii
  - Una dona el nom de la qual no es coneix, muller d'Andrònic Assèn, filla de Glabes i la seva muller, Maria Ducas Comnena Paleòloga Branena, i rebesàvia dels emperadors romans d'Orient Joan VIII Paleòleg i Constantí XI Paleòleg
- Constantí Tarcaniota, almirall el 1352
- Michele Marullo Tarcaniota (ca. 1458–1500), acadèmic del Renaixement a Itàlia
- Iuri Trakhaniot, ambaixador moscovita a Milà el 1486